# Labioporella calypsonis
Labioporella calypsonis is een mosdiertjessoort uit de familie van de Steginoporellidae. De wetenschappelijke naam van de soort is voor het eerst geldig gepubliceerd in 1964 door Cook.